# PMT (groupe)
Pour les articles homonymes, voir PMT.
PMT, stylisé P.M.T, est un groupe de nu metal suisse originaire de Lausanne. Le groupe qualifie son style musical sous le terme de « psychocore ». Il se forme en 1997 et se dissout en 2011.

## Biographie
PMT est formé en 1997 à Lausanne. En 1998, le groupe publie son premier EP homonyme. En 2000, ils publient leur premier album studio, intitulé Soundwich Boom. Il suit trois ans plus tard, en 2003 de l'EP 4play2play. En 2004 sort l'album Acupuncture for the Soul.
Entre 1998 et 2005, ils jouent avec des groupes tels que The Young Gods, Core 22, Shovel, Hare, Gurd, Unfold, Nostromo pour la scène suisse et Soulfly, Machine Head, Sepultura, Meshuggah, Clawfinger, Dog Eat Dog, Pleymo, Watcha, Lofofora, Silmarils, Portobello Bones et Korn pour la scène internationale,.
En 2005, le groupe se produit plus rarement en public afin de composer le nouvel album, Topping from Below. Néanmoins, ils feront une courte tournée estivale, assurant la première partie de Marilyn Manson devant plus de 10 000 personnes à Bâle, et décrochent également la première partie de la tournée européenne de Korn, jouant dans des salles comme Brixton Academy, le Zenith, ou encore la Palladium de Cologne. 
En 2007, ils sont une fois encore en première partie de Marilyn Manson pour la tournée Rape of the World (sortie d'Eat Me, Drink Me), avec en France, à Toulon, mais surtout Bercy où pour la première fois depuis longtemps la première partie de Manson n'est pas huée[réf. nécessaire]. Ils jouent une dizaine de chansons, et en finissant par un medley de reprises (Pantera, Metallica...). Bercy le leur a bien rendu en les ovationnant (rare, très rare) ; de leur côté, ils étaient très présents, remerciaient sans cesse Manson (prononcé Meeennson par le chanteur), et parlaient énormément avec le public (ils ont même fait une parenthèse pour que toute la salle insulte les voleurs qui leur ont piqué leur matos un peu plus tôt dans la tournée)[réf. nécessaire]..
Le nouvel album, Topping from Below, est produit par Dom Favez, mixé par Jay Baumgardner (Evanescence, Seether) et masterisé par Ted Jensen (Green Day, Korn) au Sterling Sound de New York. Il est publié en 2009. En 2010, le groupe publie son album Here Lies P.M.T, avant de se séparer au début de 2011.

## Membres
- FrankFrançois - chant
- PX - guitare
- Kasper - guitare
- Reverend-Doom - samples
- Hellmut - Björn Rapp - batterie
- Ray - basse

## Discographie

### Albums studio
- 2000 : Soundwich Boom
- 2004 : Acupuncture for the Soul chez Camouflage Records
- 2006 : Topping from Below chez Camouflage Records et Muve Recordings
- 2010 : Here Lies P.M.T (pas de label)

### EP
- 1998 : PMT
- 2003 : 4play2play